# ジュディス・エクスナー
ジュディス・エクスナー（Judith Exner、1934年1月11日 - 1999年9月24日）は、アメリカ大統領ジョン・F・ケネディやマフィアのリーダー、サム・ジアンカーナ、ジョン・ロッセーリの愛人であると主張していた女性である。ジュディス・キャンベル・エクスナー(Judith Campbell Exner)、ジュディス・キャンベル(Judith Campbell)とも呼ばれる。

## 若年期
ニュージャージー州フォートリーでジュディス・アイリーン・キャサリン・イムーア(Judith Eileen Katherine Immoor)として生まれた。父はドイツ系の建築家フレデリック・イムーア(Frederick Immoor)、母はアイルランド系のキャサリン・シア(Katherine Shea)である。ジュディスが幼い頃に、一家でロサンゼルスに移り、パシフィック・パリセーズで育った。母が自動車事故に遭って瀕死の状態となった後、ジュディスは14歳のときに退学し、以降は家庭教師から教育を受けていた。姉のジャクリーンは後にスーザン・モローの芸名で女優になった。

## 結婚と家族
1952年、18歳のときに俳優のウィリアム・キャンベルと結婚したが、1958年に離婚した。1960年から1年半にわたってジョン・F・ケネディ上院議員（当時）と交際し、ケネディが大統領に就任した後も交際を続けたと主張している。その後、別の男性との交際で、デイヴィッド・ボーラー(David Bohrer)という息子をもうけた。1975年、プロゴルファーのダン・エクスナー(Dan Exner)と結婚したが、1988年に別居した。

## ジョン・F・ケネディ
『ワシントン・マンスリー』誌のマイケル・オブライエンによると、1960年2月7日、ラスベガスで、フランク・シナトラが当時マサチューセッツ州選出の上院議員で大統領候補だったジョン・F・ケネディにジュディスを紹介したという。1977年のジュディスの回顧録には、それから約2年間にわたりケネディの愛人となり、彼が大統領に選出された後もホワイトハウスを頻繁に訪問したと書かれている。回顧録を出版した際、ケネディのスタッフや支持者からその真実性が疑われたが、電話記録などで裏付けられた。その数か月後の1960年、シナトラはキャンベルに「サム・フラッド」という男性を紹介したが、それはシカゴ・マフィアの有力者であるサム・ジアンカーナだった。ジュディスはジアンカーナと関係を持ち、その仲間のジョン・ロッセーリとも知り合いになった。

### チャーチ委員会
1975年、チャーチ委員会におけるCIAによるフィデル・カストロの暗殺未遂事件の調査でジュディスは証言し、全米メディアの注目を集めた。ロッセーリは、CIAによるカストロ暗殺未遂事件にマフィアが関与していると委員会で証言した。1975年12月に発表されたチャーチ委員会の報告書には、「ケネディ大統領の『親友』(close friend)はマフィアのジョン・ロッセーリやサム・ジアンカーナとも親交があった」と書かれていた。その「親友」がジュディスであることが『ワシントン・ポスト』紙にリークされ、同紙はこれを報じた。また、『ニューヨーク・タイムズ』紙のウィリアム・サファイアもこの情報を掲載した。チャーチ委員会は、証人としてジュディスを召喚した。ジュディスは同月に記者会見を開き、ケネディとマフィアの関わりについては知らないと述べた。

## 回顧録
1977年、ジュディスは回顧録"Judith Exner: My Story"を発表した。この中で、ケネディとの関係は完全に個人的なものだったと述べている。また、後にフランク・シナトラからサム・ジアンカーナを紹介され、親密になったが、ケネディに関する情報は求められなかったと述べた。ジョン・ロッセーリは友人だったとしている。
ジュディスは、自身の不倫疑惑のほか、ケネディと関係を持った他の女性についても知っていると主張した。その中には、1941年末から1942年初めにかけて交際したデンマーク人ジャーナリスト、インガ・アルバードも含まれている。また、ケネディがホワイトハウスのプールに売春婦を連れ込んだとも語った。ジャーナリストや一部の歴史家も、FBI長官J・エドガー・フーバーのメモを根拠として、ケネディが多くの女性と浮気していたと主張している。
ジュディスは、ケネディ大統領の特別補佐官デイヴィッド・パワーズが、自身とケネディとの出会いをセッティングするのを手伝ったと述べた。パワーズは、ケネディとジュディスが関係を持ったこと自体を否定した。

## その後
1988年に『ピープル』誌のキティ・ケリーとのインタビューで、ジュディスはジアンカーナとケネディに関してそれまでと全く違う話をした。ジュディスは、マフィアの報復を恐れて、チャーチ委員会や回顧録では嘘をついたと述べた。そして、ケネディからジアンカーナにコンタクトを取りたいと頼まれ、1960年の大統領選期間中に2人が会えるようにしたと述べた。ジュディスは、「1960年から1961年にかけての約1年半にわたって、ケネディとマフィアとのパイプ役を務めた。ケネディとジアンカーナの間でやり取りされる手紙を持って全米を駆け巡り、2人の会合を10回ほど手配した」と主張した。その後、これらのメッセージはカストロの暗殺計画に関するものだと主張した。
1997年、ジュディスは、『ヴァニティ・フェア』誌のリズ・スミスとセイモア・ハーシュとのそれぞれ別のインタビューで、より詳細な主張をした。ジュディスは、ケネディからキューバに関する計画を打ち明けられ、ジアンカーナのために金を運び、ケネディ、ジアンカーナ、ロッセーリの多くの会合を手配したと述べた。スミスとのインタビューでは、1962年にケネディと最後に会って妊娠中絶をしたと主張した。ジュディスは、カリフォルニアの防衛関連企業からロバート・F・ケネディほかケネディ家への賄賂を運んだと言った。ハーシュのインタビューにて、ジアンカーナに金を運んだというジュディスの話を証言した人物は、後にそれを撤回した。
ジュディスのその後の主張について、リベラルな評論家も保守的な評論家もこれを非難している。この主張を支持する意見はジュディス側からしかなく、ケネディ側にそれを裏付ける証拠がない。ジュディスが初期に述べていたケネディとの不倫については、FBIの報告書、シークレットサービスとホワイトハウスの電話記録、スタッフの文書によって裏付けられていた。この頃のジュディスは「信頼できない証人」と評されており、実際、抑鬱や偏執病を患っていた。

### 晩年と死
晩年のジュディスは、ニューポート・ビーチに住み、画家として活動していた。1999年9月24日、乳癌によりカリフォルニア州ドワーティで死去した。

## 大衆文化において
ジュディスの回顧録は、スーザン・シーデルマン監督により2002年のテレビドラマ"Power and Beauty"として映像化された。ジュディスの役はナターシャ・ヘンストリッジが演じた。このドラマには、回顧録出版の後のインタビューで述べられた内容も反映されている。
1998年の映画『ラット・パック』では、ジュディスの役をミシェル・グレースが演じた。テレビドラマ『ザ・ソプラノズ』の2004年のエピソード"In Camelot"には、ジュディスをモデルにしたキャラクター、フラン・フェルスタインが登場する。2011年のテレビドラマ『ケネディーズ』では、ミーガン・ヴィンセントがジュディスの役を演じた。2016年に放送されたテレビドラマ『タイムレス』の第1シーズン第3話には、エレナ・サチンが演じるジュディスが登場した。